# کیم گوی هیان
کیم گوی هیان (انگلیسی: Kim Gwi-hyeon؛ زادهٔ ۴ ژانویهٔ ۱۹۹۰) یک بازیکن فوتبال اهل کره جنوبی است.
از باشگاه‌هایی که در آن بازی کرده‌است می‌توان به ولز سارسفیلد، دائجو و تیم ملی فوتبال زیر ۲۳ سال کره جنوبی اشاره کرد.